# Bernard Molitor
Pour les articles homonymes, voir Molitor.
Bernard Molitor est un ébéniste Luxembourgeois né le  22 octobre 1755 à Betzdorf ("Pays Duché de Luxembourg et Comté de Chiny") et mort le 17 novembre 1833 à Fontainebleau.
Fils d'un meunier luxembourgeois, il est reçu maître ébéniste en 1787. Son travail se caractérise par une élégance austère qui séduit l'administration du Garde-Meuble de la Couronne dirigée par Thierry de Ville d'Avray soucieux de prouver une modération des dépenses royales.

## Généalogie
En juin 1788 il épousa Élisabeth Fessard fille du charpentier du Roi à Fontainebleau. De cette union, vint une fille, Anne Julie, qui se maria en 1809. Élisabeth Fessard mourut le 1er septembre 1796.

## Œuvres
- Cabinet en laque, musée du Louvre.

Guéridon commandé pour le château de Saint-Cloud, Versailles, Petit Trianon.

## Livres
- Molitor ébéniste de Louis XVI à Louis XVIII par Ulrich Leben, Éditions d'Art Monelle Hayot, 1992.
- Bernard Molitor (1755-1833) - Ébéniste parisien d'origine luxembourgeoise; Ville de Luxembourg.